# Nemunaitis
Nemunaitis er en lille by i Alytus apskritis i det sydlige Litauen. I 2001 havde det en befolkning på 218 indbyggere.
 Der er for få eller ingen kildehenvisninger i denne artikel, hvilket er et problem. Du kan hjælpe ved at angive troværdige kilder til de påstande, som fremføres i artiklen.

54°18′00″N 24°01′40″Ø / 54.3°N 24.0278°Ø